# TÜV SÜD
TÜV SÜD (рус. ТЮФ ЗЮД) — немецкая экспертная организация. За 150-летнюю историю концерн TÜV SÜD стал одним из лидеров в области экспертизы, испытаний и сертификации. Аббревиатура TÜV («Technische Überwachungs-Verein») в переводе с немецкого означает «Объединение технического надзора». Главный офис компании расположен в Мюнхене. Компания имеет около 800 представительств по всему миру. Компания TÜV SÜD работает под девизом — «Больше уверенность. Больше прибыль»; логотип TÜV SÜD — синий октагон.

## История
- 1866 год — основание TÜV — надзорного органа за производством и эксплуатацией паровых котлов
- 1996 год — слияние TÜV Bayern-Sachsen, TÜV Südwest и TÜV Süddeutschland в TÜV SÜD AG
- 1998 год — открытие представительства TÜV SÜD Industry Service GmbH в России
- 1999 год — интеграция TÜV Hessen GmbH и TÜH Staatliche Technische Überwachung Hessen в TÜV Technische Überwachung Hessen GmbH (акционер TÜV SÜD AG)
- 2003 год — создание TÜV Hanse (акционер TÜV SÜD Auto Service GmbH)
- 2005 год — создание TÜV SÜD Chemie Service
- 2006 год — расширение спектра услуг в Азии и Северной Америке посредством приобретения группы PSB в Сингапуре и службы тестирования PetroChem в США
- 2006 год — образование ООО TÜV SÜD Russland с предоставлением полного спектра услуг концерна TÜV SÜD
- 2008 год — расширение системы испытаний на всей территории Федеративной Республики Германии
- 2009 год — запуск технического осмотра транспортных средств в Турции TÜV TURK, совместное предприятие TÜV SÜD и двух турецких партнеров
- 2010 год — приобретение компании Global Risk Consultants Corporation (GRC)
- 2012 год — приобретение компании British Wallace Whittle Holdings Ltd — крупной британской консалтинговой фирмы в области инженерного проектирования зданий.
- 2013 год — TÜV SÜD RUS как аккредитованный орган по сертификации продукции получил лицензию Ростехнадзора на проведение экспертизы промышленной безопасности.

## Сферы деятельности
Европейская сертификация
- СЕ-маркировка — обязательные требования Европейского Союза.
- GS-маркировка — знак качества «Гарантированная безопасность».
- Оценка соответствия продукции международным требованиям EN, DIN, ISO, ASME, ASTM, AD 2000, IEC.
- Инспекция третьей стороны (проведение независимой экспертизы, в том числе и судебной).
- Сертификация оборудования в системе Интергазсерт.
- Подтверждение соответствия в Таможенном союзе (Сертификация ТР ТС); экспертиза промышленной безопасности.
- Лаборатория неразрушающего контроля; метрология.
- Технический аудит поставщика; разработка технической документации; инспекция третьей стороны.
- Строительный контроль (технический надзор).

Аудит и обучение
- Общие семинары по системам менеджмента.
- Отраслевые семинары по разработке и внедрению системы менеджмента.
- Качества семинары по развитию компетенций персонала.

Сертификация систем менеджмента
- ISO 9001 (система менеджмента качества).
- ISO 14001 (система экологического менеджмента).
- ISO 45001 (система менеджмента безопасности труда и охраны здоровья).
- IATF 16949, KBA, VDA 6.1, 6.2, 6.4 (система менеджмента качества в автомобильной отрасли).
- EN16001/ISO 50001 (система энергетического менеджмента).
- ISO/IEC 27001 (система менеджмента информационной безопасности).
- ISO 13485/488 (система менеджмента качества при производстве медицинского оборудования).
- EN 9100/AS 9100 (система менеджмента качества в авиационной отрасли).
- ISO 22000, FSSC 22000, HACCP, BRC, IFS (системы менеджмента качества и безопасности пищевых продуктов).
- GMP — Good Manufacturing Practice — для производителей парфюмерно-косметической продукции и фармацевтики.
- GMP+ — сертификация систем менеджмента безопасности кормов.
- SMETA (система менеджмента социальной ответственности).
- Интегрированные системы.